# Stopplaats Driedorp
Driedorp is een voormalige stopplaats aan de Kippenlijn. De stopplaats van Driedorp was geopend van 1 mei 1903 tot 8 augustus 1937.